# Општина Брују (Сибињ)
Брују (рум. Bruiu) општина је у Румунији у округу Сибињ.
Oпштина се налази на надморској висини од 504 m.